# Piscine d'Ahvenisto
La piscine d'Ahvenisto (en finnois : Ahveniston maauimala) est une piscine du quartier d'Ahvenisto à Hämeenlinna en Finlande.

## Présentation
La piscine est construite pour les Jeux olympiques d'été de 1952. 
La piscine a accueilli les épreuves Natation du pentathlon moderne.
La piscine est située sur la pente de l'esker d'Ahvenistonharju à côté du lac Ahvenistonjärvi.
La piscine est fermée en 1985 parce qu'elle ne satisfait plus aux exigences réglementaires.
La rénovation de la piscine intérieure commencera en 2013 et sera rouverte au public le 26 juillet 2014,,.